# عبد العزيز متولي
عبد العزيز متولي لاعب كرة قدم قطري من أصل مصري . يلعب حالياً في نادي الوكرة.

## مسيرة اللاعب
مثل نادي قطر في الفئات السنية والفريق الأول وأعاره نادي قطر إلى نادي الخور مطلع عام 2018 و مطلع عام 2020 و في صيف 2020 انظم إلى نادي الشمال و انتقل إلى نادي المرخية في عام 2023 انتقل إلى نادي الوكرة مطلع عام 2024.

## روابط خارجية
- عبد العزيز متولي على موقع قاعدة بيانات كرة القدم.إي يو (الإنجليزية)
- عبد العزيز متولي على موقع Soccerway.com (الإنجليزية)